# Gustavo Veloso
Gustavo César Veloso é um ciclista espanhol, nascido a 29 de janeiro de 1980 (45 anos) na localidade pontevedresa de Vilagarcía de Arousa (Galiza).
Começou sua andadura na equipa Clube Ciclista Cultural Cambados às ordens de Xosé María Conde Osorio, equipa de que saltou a profissionais após inumeráveis vitórias como amador e ser mundialista em Plouay em 2000. Estreia como profissional em 2001 com a equipa portuguesa Carvalhelhos-Boavista. Posteriormente passou pelo Relax-Bodisol e o Kaiku antes de correr no Karpin Galiza (posteriormente Xacobeo Galiza).
Seu maior sucesso chegou  a 7 de setembro de 2009, quando ganhou em solitário a nona etapa da Volta a Espanha, com final em Xorret de Catí.
A abrupta e repentino desaparecimento da equipa nos fins de 2010, não lhe deram o tempo necessário para encontrar equipa face à temporada 2011 com o qual Veloso esteve ano e meio sem competir.
Em 2012 conseguiu voltar ao pelotão correndo pela Andalucía. No entanto o conjunto andaluz desapareceu ao início da temporada 2013, pelo que Veloso acabou correndo pela equipa portuguesa OFM-Quinta da Lixa-Golden Times, com a qual conseguiu conquistar 2 Voltas a Portugal.

## Palmarés
2003
Clássica de Primavera de Portugal
2006
1 etapa da Volta a Portugal
2008
Volta à Catalunha
2009
1 etapa da Volta a Espanha
2013
1 etapa da Volta a Portugal
2º no Tour do Rio
2014
1º da Geral Volta a Portugal
1 ºna 9ª etapa
2º no Tour do Rio
2015
1º da Geral Volta a Portugal
Classificação dos Pontos
Prémio Combinado
Vitórias na 6 e 9

## Equipas
- Carvalhelhos-Boavista (2001-2003)
- Relax-Fuenlabrada (2004)
- Kaiku (2005-2006)
- Xacobeo-Galicia (2007-2010)
  -  Karpin Galicia (2007-2008)
  - Xacobeo-Galicia (2009-2010)
- Andalucía  (2012)
- OFM-Quinta da Lixa-Golden Times (2013-)